# Girafe Médicis

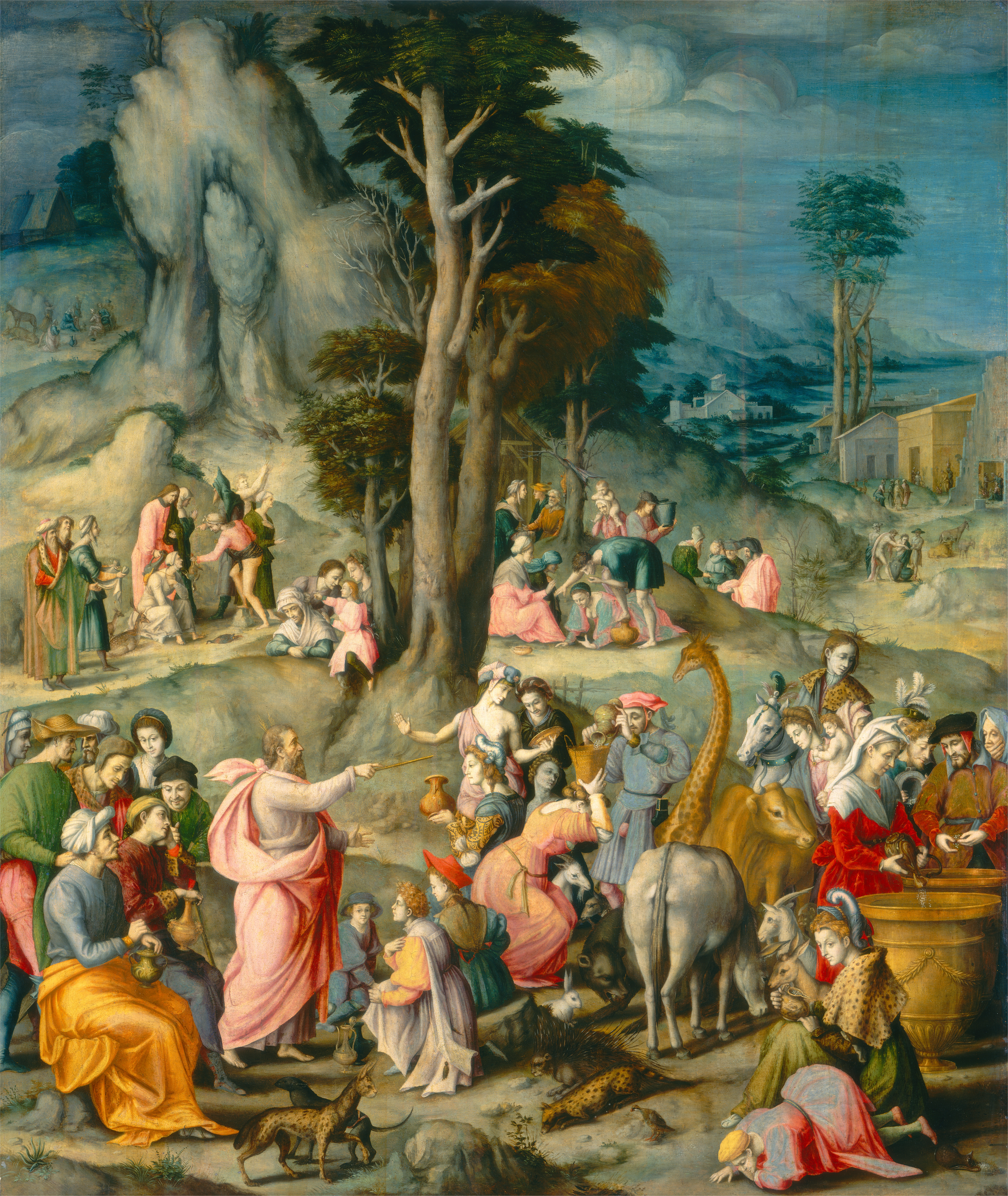
La Récolte de la manne (1540) par Francesco Bacchiacca. La représentation fidèle de la girafe par l'artiste doit beaucoup à la girafe de Médicis.

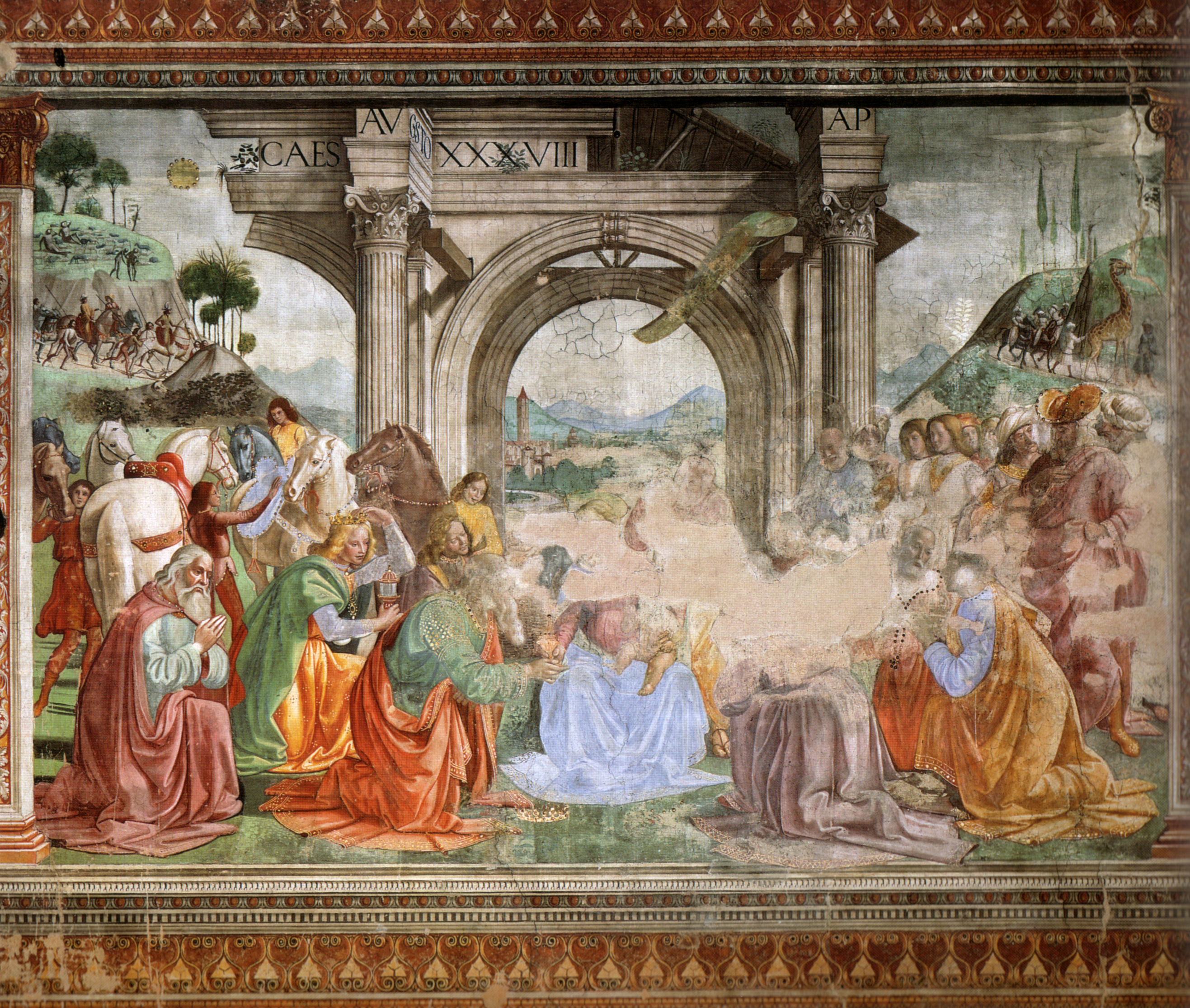
L'Adoration des mages par Domenico Ghirlandaio, dans la Chapelle Tornabuoni fut peinte juste après l'arrivée de la girafe Médicis et montre l'animal descendant une colline (en haut à droite).

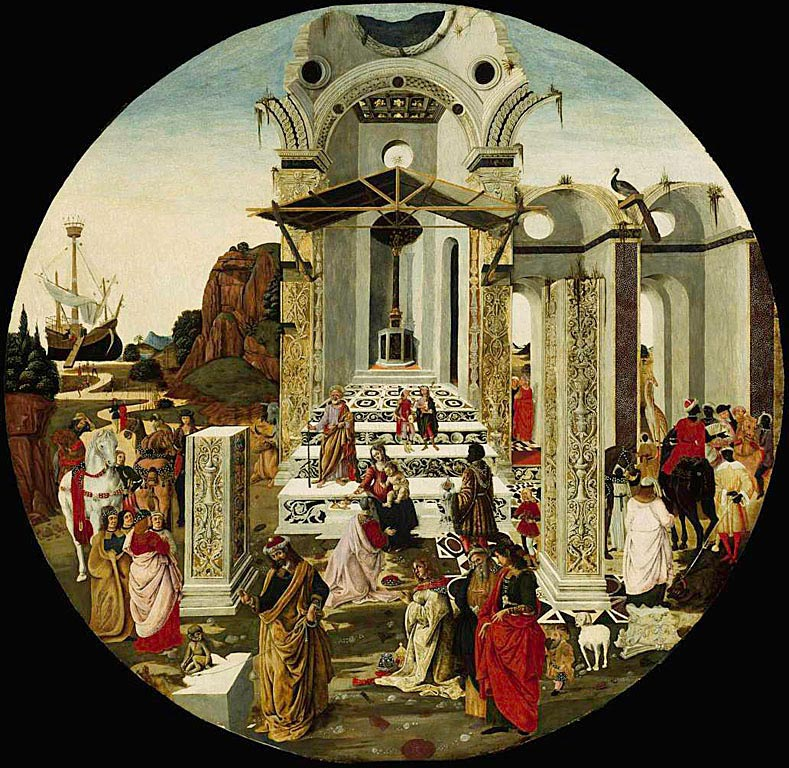
L'Adoration des mages de Raffaello Botticini (la girafe à droite).

La girafe Médicis est une girafe qui fut offerte à Laurent de Médicis en 1486, probablement par al-Ashraf Qaitbay, le sultan mamelouk burjite de l'Égypte, dans une tentative diplomatique de se rapprocher des Médicis.

## Histoire
La girafe fit sensation lors de son arrivée à Florence car, même si les Médicis possédaient une grande ménagerie et avaient déjà présenté un mannequin géant d'une girafe, c'était le premier exemplaire vivant à être vu dans la ville.
Son passage dans les rues de Florence  fut immortalisé par les plus grands peintres : Domenico Ghirlandaio, Raffaello Botticini, Giorgio Vasari et Francesco Bacchiacca, ainsi que par le poète Antonio Costanzo, qui la décrit  en ces termes :

« Je l'ai également vu soulever la tête des spectateurs, ceux accoudés aux fenêtres, parce que sa tête atteignait la hauteur de onze pieds ; par le même  fait, en la voyant au loin, des personnes pensaient qu'ils regardaient une tour plutôt qu'un animal. Elle semblait aimer la foule, toujours pacifique et sans crainte, elle semblait même observer avec plaisir les personnes qui venaient pour la contempler. »

Bien qu'Anne de France ait rappelé à  Laurent sa promesse de la lui offrir, elle ne fut pas satisfaite pour autant :  Laurent, qui avait fait construire, dans sa  villa médicéenne de  Poggio a Caiano, une  écurie spéciale pour la girafe, chauffée pour la protéger des hivers florentins humides, la vit se rompre le cou dans la poutraison et mourir, peu de temps après son arrivée.
Ce fut également la première girafe en Italie depuis les jours de l'ancienne Rome. Elle ne survécut pas longtemps, et l'on dut attendre près de 300 ans avant de revoir une autre girafe en Europe.

## Sources
- (en) Cet article est partiellement ou en totalité issu de l’article de Wikipédia en anglais intitulé « Medici giraffe » (voir la liste des auteurs).